# Talgram
Talgram é uma cidade e uma nagar panchayat no distrito de Kannauj, no estado indiano de Uttar Pradesh.

## Geografia
Talgram está localizada a 27° 03′ N, 79° 39′ L. Tem uma altitude média de 147 metros (482 pés).

## Demografia
Os indivíduos do sexo masculino constituem 53% da população e os do sexo feminino 47%. Talgram tem uma taxa de literacia de 46%, inferior à média nacional de 59.5%: a literacia no sexo masculino é de 53% e no sexo feminino é de 37%. Em Talgram, 19% da população está abaixo dos 6 anos de idade.
Segundo o censo de 2011, Talgram tinha uma população de 11,665 habitantes.